# Kjell Söderberg
Kjell E. G. Söderberg (* 1923 in Örnsköldsvik; † 2011 in Stockholm) war ein schwedischer Hochschullehrer, Büroleiter der Lehrerhochschule Stockholm und Verfasser zahlreicher Arbeiten über die Geschichte der Insel Ulvön.
Söderbergs Eltern stammten von der Insel Ulvön im Schärengarten der Gemeinde Örnsköldsvik. Nach dem Besuch der Grundschule zog Söderberg nach Hudiksvall und studierte dort. Von 1944 bis 1958 arbeitet er beim Zoll in Stockholm, währenddessen legte er ein kandidatexamen in Rechtswissenschaften ab. Danach lehrte Söderberg an verschiedenen Volkshochschulen und legte eine Beamtenprüfung ab. 1965 wurde Söderberg zum Büroleiter der Lehrerhochschule Stockholm ernannt, diese Position hatte er bis zu seiner Pensionierung inne. Söderberg war nie verheiratet, lebte jedoch in einer eheähnlichen Gemeinschaft und hatte zwei Söhne.
Schriftstellerisch befasste sich Söderberg vor allem mit der Geschichte von Ulvön, dort interviewte er alte Inselbewohner und betrieb genealogische Forschung. Für diese wurde Söderberg mehrfach ausgezeichnet, 2005 ernannte ihn die Universität Umeå zum Ehrendoktor. Seine Hauptwerke Lotsarna på Ulvön. Några anteckningar kring Ulvöns lotsplats historia und Ulvöhamn - två bilder ur ett fiskeläges historia erschienen im Selbstverlag.

## Werke (Auswahl)
- Ulvö gamla kapell. Kulturnämnden Örnsköldsviks kommun, Örnsköldsvik 1972.
- Lotsarna på Ulvön. Några anteckningar kring Ulvöns lotsplats historia. Örnsköldsvik 1978.
- Fiskarkulturen på Ulvön. Örnsköldsviks museum, Örnsköldsvik 1982. ISBN 91-86138-20-0, ISSN 0348-7245
- Strändernas namn - en sammanställning över namnen på Ulvön, Ytterön m fl öar. Stockholm und Skellefteå 1985. (mit Alf Öhman)
- Ulvöhamn - två bilder ur ett fiskeläges historia. Göteborg 1995.